# エルム・パーク (スタジアム)
エルム・パーク (Elm Park Stadium)は、イングランド・バークシャー州レディングにあったスタジアム。

## 歴史
100年以上前からレディングFCがホームスタジアムとして使用していたが1998年にマデイスキー・スタジアムへと移転。
現在は、取り壊されて住宅が建っている。